# Cyttaria berteroi
Cyttaria berteroi es una especie de hongo descrita por Berk en 1842. Cyttaria berteroi es parte del género Cyttaria y de la familia Cyttariaceae. Ninguna subespecie está incluida en el Catálogo de la Vida.